# 帽柱木碱
帽柱木碱是一种有机化合物，分子式C23H30N2O4，属于吲哚生物碱，存在于卡痛树（Mitragyna speciosa）等植物中，用作精神药物。